# Монстер Хай (куклы)
«Монстер Хай» (англ. Monster High) — американская серия фэшн-кукол, созданная Гарретом Сэндером (англ. Garrett Sander) и проиллюстрированная Келли Райлли (англ. Kellee Riley). Официальный релиз состоялся в июле 2010 года. Создатели персонажей этой серии были вдохновлены фильмами ужасов и классическими историями о чудовищах, что выделяет Monster High из ряда других фэшн-кукол. Считается, что линия Monster High составляет конкуренцию Барби, несмотря на то, что оба бренда принадлежат компании Mattel. Большая часть персонажей серии связана с образами знаменитых чудовищ, таких как Дракула, Чудовище Франкенштейна, Оборотень, Мумия, Призрак Оперы, Банши и т. д.
Под маркой Monster High также выпускаются другие продукты, объединенные общими персонажами и стилистикой: плюшевые игрушки, сумки, брелочки, а также другие типы игрушек. К куклам прилагаются аксессуары (кукольные мелочи).
25 октября 2011 года в поддержку серии была выпущена видеоигра Monster High: Ghoul Spirit, предназначенная для платформ Nintendo DS и Nintendo Wii. Существует также связанное с серией приложение Ghoul Box для iPad и iPhone.
Лизи Харрисон написала четыре книги о приключениях персонажей серии (с добавлением собственных). Также, были выпущены книги в четырёх томах авторства Гитти Данешвари. Идет выпуск журналов «Monster High» ежемесячного издания с вложениями.
На официальном сайте серии, запущенном 5 мая 2010 года, публикуются эпизоды мультсериала Monster High. Также было выпущено 10 фильмов, 8 из которых — 3D от компании Universal. 12 фильмов появились осенью 2015 года.
Осенью 2015 года появилась информация о перезапуске бренда. Перезапуск включал в себя переделанную историю, новые мультфильмы и новых кукол. Куклам сделали более миловидную печать, новый тип тела и более яркую цветовую гамму в целом. При этом остались как и прежние персонажи, так и появились новые.
Сам перезапуск был рассчитан на расширение целевой аудитории, но воспринялся неоднозначно.

## Описание
Высота кукол — 25,5 см, куклы-юноши несколько выше — 27,94 см. Тела изготовлены из АБС-пластика и снабжены 11 шарнирами, головы — из мягкого ПВХ. Большинство кукол обладает уникальным тоном кожи и скульптурой лица. Кисти и предплечья на шарнирах, они снимаются для удобства переодевания — кисти у Monster High с растопыренными пальцами, узкие рукава трудно натягивать на них, не порвав. Кроме того, у некоторых кукол есть выпуклые детали на предплечьях (например, плавники у Лагуны Блю). Плавники на ногах куклы — снимаются (можно надеть брюки), на руках — не снимаются, цельные. В 2015 году компания Mattel выпустила кукол ростом 43 см и 70 см, которые имеют большее количество шарниров (точек артикуляции). Также был выпущен эксклюзив интернет-сервиса Amazon — Дракулаура (англ. Draculaura) и Френки имеющая шарнир в груди. В 2016 году компания Mattel перезапустила бренд. Куклы получили новую рисовку и более приближенные к человеческим пропорции в фигурах. Рост остался прежним. В то же время Mattel стала выпускать все чаще более статичных кукол, без подвижных шарниров. У новых брендов кукол стали более широкие глаза, и лицо стало более широким. Шарниры на ногах сильно изменились, они стали больше и удобнее. Количество аксессуаров, продающихся в комплекте с куклой, уменьшилось, что сделало кукол дешевле.

## Главные герои
- Фрэнки Штейн (англ. Frankie Stein) — дочь чудовища Франкенштейна и его невесты. У неё длинные черно-белые волосы. Один голубой, один зелёный глаз, кожа бледно-зелёного цвета. Сама Фрэнки говорит, что раньше у неё были черные волосы, но ей захотелось измениться и она добавила в свою прическу белых прядей несмываемой белой краской. Дружит с Клодин, Дракулаурой, Холтом и Джексоном. В спешиале Freaky Fusion встречается с Нейтаном Ротом. День рождения: 5 ноября (по другой версии 26 июня). Её возраст составляет всего 16 дней, что оказывает влияние на её поведение и характер. У неё совсем нет опыта поведения в компании и ей немного тяжело общаться с другими, несмотря на обходительность и дружелюбие. Она любит заниматься спортом, но при этом слегка неуклюжа. Она часто падает и спотыкается, при этом части её сшитого тела нередко разлетаются в разные стороны. Фрэнки также очень наивна, но это скорее в силу её юного возраста. Ей предстоит много узнать о жизни обычного монстра-подростка. Девочка черпает многие знания из журналов для подростков, хотя их советы часто ставят её в неловкое положение. Несмотря на все неудачи, Фрэнки не унывает. Её домашнее животное — щенок Ватзит.
- Дракулаура (англ. Draculaura) — приёмная дочь графа Дракулы. Ей 1600 лет. День рождения: 14 февраля. Дракулаура очень дружелюбная, общительная и добрая девушка. Она часто улыбается и много говорит. Она одной из первых познакомилась с Фрэнки и помогла ей вписаться в школьный коллектив. Но Дракулаура совсем не похожа на своего отца: она не пьёт крови, являясь убежденной вегетарианкой, кроме того, она — гемофобик, а когда видит кровь, то сразу теряет сознание. Однако, как все вампиры, солнца она не выносит, и в погожие дни вынуждена использовать зонт и защитный крем. Не отражается в зеркале. У неё светло-сиреневые глаза, черные волосы с розовыми прядями и родинка в форме сердечка. Её домашнее животное — летучая мышь Граф Великолепный. Её лучшие друзья — Клодин и Фрэнки. Встречается с Клодом Вульфом. Раньше его сестра была против этого союза, но потом смирилась.
- Клодин Вульф  (англ. Clawdeen Wolf) — дочь оборотня. Сестра Клода, Хоулин и Клодии. Очаровательная 15-летняя красотка, обожает моду, всегда очень стильно одевается. Она уверенная, энергичная, яркая и фееричная. Судя по записям из дневника Клодин Вольф, она становится немного «причудливой», когда наступает полнолуние, а ещё у неё очень быстро растут волосы, в том числе и шерсть на теле. Она предана друзьям и семье и быстро распаляется, когда думает, что её лояльность ставится под сомнение. Лучшие подруги Клодин — Дракулаура и Фрэнки. Также она дружит с Лагуной Блю и Гулией Йелпс. В начале сериала она соперничает с Клео де Нил. Девушка мечтает создать свою империю моды. Любимый цвет — золотой и фиолетовый. У неё коричневые кудрявые волосы и жёлтые глаза. Домашнее животное — кошка Полумесяц.
- Лагуна Блю (англ. Lagoona Blue) — дочь морского монстра. Ей 15 лет и она — ученица, приехавшая по программе обмена из школы «Изнанка». Таким образом, «Изнанка» — это аналогия Австралии, о которой в США часто говорят, что она находится «с другой стороны Земли». Лагуна обладает открытым характером и хорошими спортивными данными. Лагуна — капитан сборной по плаванию. Она любит все, что связано с водой. Лагуна борется за чистоту окружающей среды. Загрязнение океанов очень злит её. Она старается помогать водным обитателям, включая рыб, лягушек и других водных существ. У неё светлые волосы с голубыми локонами и большие зеленые глаза. Между пальцами у неё голубые перепонки, а в нижней части рук и ног — плавники. Страдает боязнью сцены. Девушка Гила Уэббера. Старшая в семье; у неё есть младшая сестра Келпи и братья-тройняшки. Её домашнее животное — пиранья Нептуна.
- Клео де Нил (англ. Cleo de Nile) — младшая дочь египетского фараона Рамзеса де Нила. День рождения Клео — 2 ноября. Властная и эгоистичная модница. У неё чёрные волосы с золотыми прядями, голубые глаза и голубая мушка под правым глазом. Питомец — кобра Хизетта. Клео де Нил является 5842-летней принцессой Египта. Лучшая подруга Гулии Йелпс, хотя не стесняется ей пользоваться. Конкурентка Торалей Страйп. Самая популярная в школе, считает себя королевой школы. Капитан школьной команды по «Страхлидингу» (англ. Fearleading). Несмотря на властный и резкий характер имеет золотое сердце, и постепенно становится добрее к своим подругам и окружающим её монстрам, в целом. Девушка Дьюса Горгона. До Дьюса встречалась с Клодом Вульфом.
- Гулия Йелпс (англ. Ghoulia Yelps) — дочь зомби. Как и все зомби, умеет говорить только на «зомбийском» языке, который звучит как стоны и мычание. При этом является обладательницей недюжинного интеллекта, и считается лучшей обучающейся в школе. Является лучшей подругой Клео Де Нил. Тихая и застенчивая и медлительная, как и все зомби, но отлично пользуется своим интеллектом, чтобы преодолеть эти недостатки. Увлекается комиксами про Стремительного мертвеца (в одной из серий получает его силу). У неё голубые с синими прядями волосы, голубые глаза и она носит «кошачьи» очки. Её домашнее животное — сова Сэр Ух-Ух-Лот. Влюблена в Слоу Мо.
- Дьюс Горгон (англ. Deuce Gorgon) — сын Медузы Горгоны. Ему 16 лет. Превращает любого кто посмотрит в его глаза в камень. И по этому ему приходится носить солнцезащитные очки. Питомец — двухвостая крыса Персей. Встречается с Клео Де Нил.
- Нефера де Нил (англ. Nefera de Nile) — старшая дочь египетского фараона Рамзеса де Нила. Очень красивая и властная особа, невероятно высокомерна. Ей 5846 лет. У неё бирюзовые волосы с золотистыми и, собранные в хвост (в мультфильме «Монстер Хай Бу-Йорк, Бу Йорк» её причёска это голубые распущенные волосы с золотистыми прядями и одной большой прядью белого цвета), светло-сиреневые глаза и розовая мушка под левым глазом в виде ромба. В своё время когда училась в школе, была самой популярной. Ненавидит свою сестру из-за того, что та во всем лучше неё. Домашнее животное — жук скарабей Азура. Дружит с Торалей.
- Торалей Страйп — рыжая зеленоглазая кошка-оборотень. Ей 15 лет. Проживает первую жизнь. Одевается в байкерском стиле и постоянно стремиться делать гадости главной шестерке, но случалось, что ей приходилось работать с ними вместе (серия «Командный дух», фильм «Большой Скарьерный Риф». Дружит с Пурсефоной и Мяулоди (веркошками-близняшками).
- Эбби Боминейбл — дочь йети (Снежного человека). Ей 16 лет. Эбби уверенная в себе, настойчивая и упрямая, очень сильная. На первый взгляд она кажется слишком холодной, но если с ней пообщаться, можно понять что она общительная и весёлая.

6 основных героинь (Original Ghouls) — это Фрэнки Штейн, Дракулаура, Клодин Вульф, Лагуна Блю, Клео де Нил, Гулия Йелпс.
Мужские персонажи носят название Mansters.

## Игры с персонажами Монстр Хай
За создание принялась компания Little Orbit. Эта компания создала три игры: Ghoul Spirit, Skultimate Roller Maze и 13 Wishes. В скором времени[когда?] будет выпущена игра на тему спешиала Freaky Fusion.
Mattel вместе с компанией Blubox создали игру для смартфонов под названием Ghouls and Jewels.
Игра приобрела большую популярность среди браузерных флеш игр, основные жанры — макияж, одевалки, бродилки.

## Отзывы
Серия получила несколько наград: победитель People’s Play Awards 2010 в номинации «Фэшн-куклы», победитель The Independent Toy Awards 2012 в номинации «Куклы». В то же время, необычные истории и стилистика персонажей вызвала и критические отзывы: так, серия была номинирована на премию TOADY 2011 для худших игрушек.

## Спин-офф
Ever After High — новая линия кукол, выпущенная в качестве сопутствующей линии Monster High. Куклы Ever After High схожи по типу с куклами Monster High. Среди основных различий можно выделить более естественные пропорции, схожие с человеческими. Существенным отличием можно считать использование одного и того же молда у большинства женских персонажей, в то время как куклы Monster High имеют уникальное строение лица.